# Конрад II фон Шлюселберг
Конрад II (III) фон Шлюселберг (на немски: Konrad II (III) von Schlüsselburg; * ок. 1277; † 14 септември 1347, замък Найдек) е господар на Шлюселберг (днес част от Вайшенфелд) в Бавария. От 1322 го 1336 г. е председател на „кралския Райхсщурмфанлеен“ (знаменосци) и затова се нарича „Конрад фон Шлюселберг цу Грюнинген“ (Konrad von Schlüsselberg zu Grüningen). Той е най-влиятелният и последният представител на род Шлюселберг.

## Биография
Той е син на Еберхард III фон Шлюселберг († сл. 30 април 1306). Брат е на Бертхолд 'Млади' фон Шлюселберг († сл. 1296), Фридрих фон Шлюселберг († 1308), приор в Пфафенмюнстер близо до Щраубинг, каноник в Регенсбург, и на Хайнрих фон Шлюселберг († ок. 1312), свещеник във Вюрцбург.
Конрад е близък и доверен с по-късния император крал Лудвиг Баварски и се отличава като негов знаменосец в битките през 1313 и 1322 г. На 3 октомври 1322 г. Лудвиг Баварски му дава заради неговите успехи за винаги с всички права имперския замък Грюнинген и град Грюнинген, села, поляни, гори, води, хора, васали и доходи.
Конрад II фон Шлюселберг е убит в битка на 14 септември 1347 г. при защитата на неговия обсаден замък Найдек близо до Визентал и е погребан във фамилния манастир Шлюселау.

## Фамилия
Първи брак: с Елзабет и има три дъщери:
- Агнес фон Шлюселберг († 17 август 1354), омъжена I. пр. 18 август 1333 г. за фогт Хайнрих IV фон Плауен-Мюлтроф 'Млади' (* ок. 1308; † 14 февруари 1348), II. пр. 14 юли 1352 г. за Херман III фон Байхлинген-Обер Заксенбург († сл. 1377)
- Рихца фон Шлюселберг († 30 декември 1359), омъжена пр. 24 ноември 1326 г. за граф Гюнтер XVIII фон Шварцбург-Вахсенбург († 1354/1355)
- Беатрикс фон Шлюселберг († 24 януари 1355), омъжена пр. 14 август 1348 г. за граф Улрих XI фон Хелфенщайн († 13 май 1361), син на граф Улрих IV фон Хелфенщайн и нейната мащеха Агнес фон Вюртемберг.

Втори брак: пр. 20 октомври 1330 г. с Агнес фон Вюртемберг (* ок. 1294; † 21 януари 1373), вдовица на граф Улрих IV фон Хелфенщайн († 1326), внучка на граф Еберхард I фон Вюртемберг († 1325), дъщеря на Улрих фон Вюртемберг († 1315) и Ирмгард (Мехтилд) фон Хоенберг († 1315). Бракът е бездетен.